# Léon Lippens (Ornithologe)

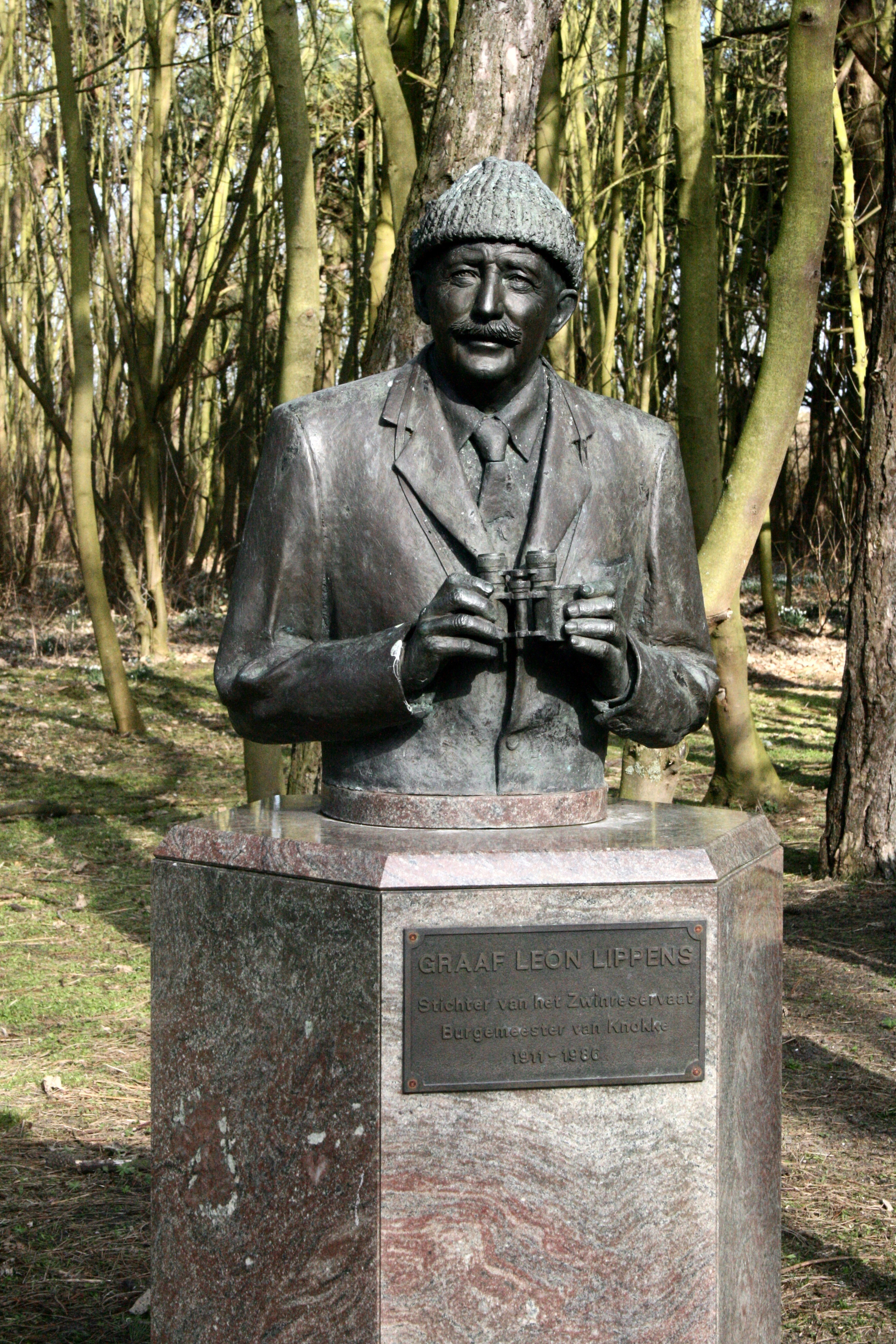
Büste von Léon Lippens im Naturreservat Zwin

Léon Anne Marie Ghislain Graf Lippens (* 6. September 1911 in Beernem; † 16. Juni 1986 in Knokke-Heist), allgemein Léon Lippens genannt, war ein belgischer Politiker, Ornithologe und Naturschützer.

## Leben
Lippens war der Sohn des Forstwissenschaftlers Raymond Lippens (1875–1964) und seiner Frau Ghislaine Félicie Marie Joséphine Cornélie de Béthune (1889–1969). Sein Vater wurde 1921 in den Adelsstand erhoben und hatte das Adelsprädikat eines Jonkheer. Im November 1936 heiratete Léon Lippens seine Großnichte Suzanne Lippens (1903–1985), mit der er zwei Töchter und zwei Söhne hatte. Sein Sohn Leopold Lippens (* 1941) wurde seit 1979 mehrfach zum Bürgermeister von Knokke-Heist gewählt und sein Sohn Maurice Lippens (* 1943) war Geschäftsmann und Bankier bei der Fortis-Gruppe. Seine Tochter, Elisabeth Comptesse Lippens (* 1939), war seit 1960 mit Ferdinand von Bismarck (1930–2019) verheiratet. Seine Tochter Mary (* 1937) war in erster Ehe mit dem Maler Roger Nellens verheiratet. Sein Schwiegervater war der Minister und Politiker Maurice August Lippens (1875–1956), der 1936 den persönlichen Titel eines Grafen erhielt und diesen 1949 auf Léon Lippens übertrug.
Nach dem Studium der Geisteswissenschaften an der Abdijschool van Zevenkerken absolvierte Lippens ein Studium der Rechtswissenschaften an der Katholischen Universität Löwen, wo er 1934 zum Doktor promoviert wurde. Anschließend reiste er mit der Absicht nach Belgisch-Kongo, eine Plantage der Familie Lippens zu verwalten. Seinen Aufenthalt nutze er jedoch hauptsächlich, Wildtiere im nahegelegenen Albert-Nationalpark zu beobachten. Von 1935 bis 1936 war er stellvertretender Kurator in der Nationalparkverwaltung von Belgisch-Kongo. Nach seiner Rückkehr nach Belgien im Juli 1936 veröffentlichte er mehrere Bücher, in denen er die Tiere und Landschaften beschrieb, die er während seines Aufenthalts im Kongo kennenlernte.
Vor den Kommunalwahlen im Oktober 1946 gründete Léon Lippens die Partei Gemeentebelangen (Gruppe der kommunalen Interessen), deren Kandidaten den bereits vor dem Krieg begonnenen Konflikt zwischen den Katholiken und den Liberalen beenden wollten. Dennoch traten die Liberalen mit einer eigenen Wahlliste an. Die Partei Gemeentebelangen erhielt sechs der elf Sitze. Nach langem Zögern (er wollte zurück in den Kongo) akzeptierte Lippens das Bürgermeisteramt.
Von 1947 bis 1966 war Lippens Bürgermeister von Knokke, bis er wegen einer Herzerkrankung seinen Rücktritt einreichen musste. Sein Nachfolger wurde der Arzt Eugène Mattelaer. Lippens blieb bis zum Ende seines Mandats, Anfang 1971, Stadtrat.
1952 gründete Lippens das Naturreservat Zwin in Knokke (seit 1971 Knokke-Heist). Er hat viel Zeit und Mühe in dieses Schutzgebiet gesteckt und war auch national und international für Naturmanagement und Naturschutz tätig. Es war das erste Naturschutzgebiet Belgiens und umfasst 158 ha des  Salzwasser-Gezeitengebietes an der belgisch-niederländischen Grenze.
Lippens veröffentlichte mehrere Bücher über Vögel und Naturschutzgebiete, oft in Zusammenarbeit mit Naturfotografen.

## Mitgliedschaften
Von 1933 bis 1986 war er Mitglied beim Royal Saint-Hubert Club de Belgique, wo er die Publikation Notes ornithologiques herausgab. Von 1935 bis 1950 war Lippens Generalsekretär des International Council for Bird Preservation (ICBP). Von 1939 bis 1980 war er Mitglied des Höheren Jagdrates Belgiens, zuletzt stellvertretender Vorsitzender des Flämischen Hohen Jagdrates. Von 1945 bis 1984 war er belgisches Mitglied des Internationalen Rates zur Erhaltung der Jagd und des Wildes (CIC, Conseil International de la Chasse et de la conservation du gibier). 1951 war er Mitbegründer, dann Vorsitzender und schließlich Ehrenvorsitzender der gemeinnützigen Organisation Belgische Natuur- en Vogelreservaten (BNVR).

## Ehrungen und Dedikationsnamen
Im Juni 1972 wurde er von Prinz Philip mit der Jean-Delacour-Goldmedaille des International Council for Bird Preservation ausgezeichnet. Im Februar 1974 wurde er für seine Verdienste zum Schutz der Zugvögel in Europa und für die Schaffung des Naturreservates Het Zwin vom niederländischen Prinzen Bernhard zum Offizier im Orden der Goldenen Arche ernannt. Im September 1975 erhielt er die Médaille Geoffroy-Saint-Hilaire der französischen Société nationale de protection de la nature (SNPN). Im Mai 1985 wurde er zum Ehrenmitglied des WWF ernannt. Damit war er der erste Belgier, dem dieser Ehrentitel zuteilwurde. 
Michel Louette und Alexandre Prigogine benannten im Jahr 1984 die Unterart Geokichla guttata lippensi der Nataldrossel zu Ehren von Léon Lippens.

## Schriften (Auswahl)
- De Watervogels van Kivoe, 1937
- Momentopnamen bij de Dieren in de Wildernis, 1938
- Kivi snapshots. Photographs taken between June 1935 and June 1936 in the district of the Albert National Park, 1938
- De Watervogels van België, 1941
- De Vogels in België, 1948
- Al onze Vogels in Kleur, 1950
- Les oiseaux d’eau de Belgique, 1954
- (mit Henri Wille) Atlas van de Vogels in België en in West-Europa, 1972
- (mit Henri Wille) De Vogels van Zaïre, 1976
- (mit Henri Wille) Uitzonderlijke Vogels in België en West-Europa, 1986